# Пигаль (станция метро)
Пигаль (фр. Pigalle) — пересадочный узел линий 2 и 12 Парижского метрополитена, расположенный на границе IX и XVIII округов Парижа. Назван по одноимённым площади и улице, получившим своё имя в честь скульптора Жана-Батиста Пигаля.

## История
- Зал линии 2 открылся 7 октября 1902 года в составе пускового участка Шарль де Голль — Этуаль — Анвер линии 2. Зал линии 12 открылся 8 апреля 1911 года в составе линии А компании Север-Юг (с 1931 года — линия 12) в составе её пускового участка Нотр-дам де Лоретт — Пигаль и оставался конечной станцией линии до 31 октября 1912 года, когда она была продлена до станции Жюль Жоффрен.
- Один из выходов со станции был оформлен в стиле Эктора Гимара, в 1978 году он получил статус памятника истории[2].
- Пассажиропоток по станции по входу в 2011 году, по данным RATP, составил 6 172 069 человек[3]. В 2013 году этот показатель вырос до 6 201 914 пассажиров (57 место по уровню входного пассажиропотока в Парижском метро)[4]

## Галерея

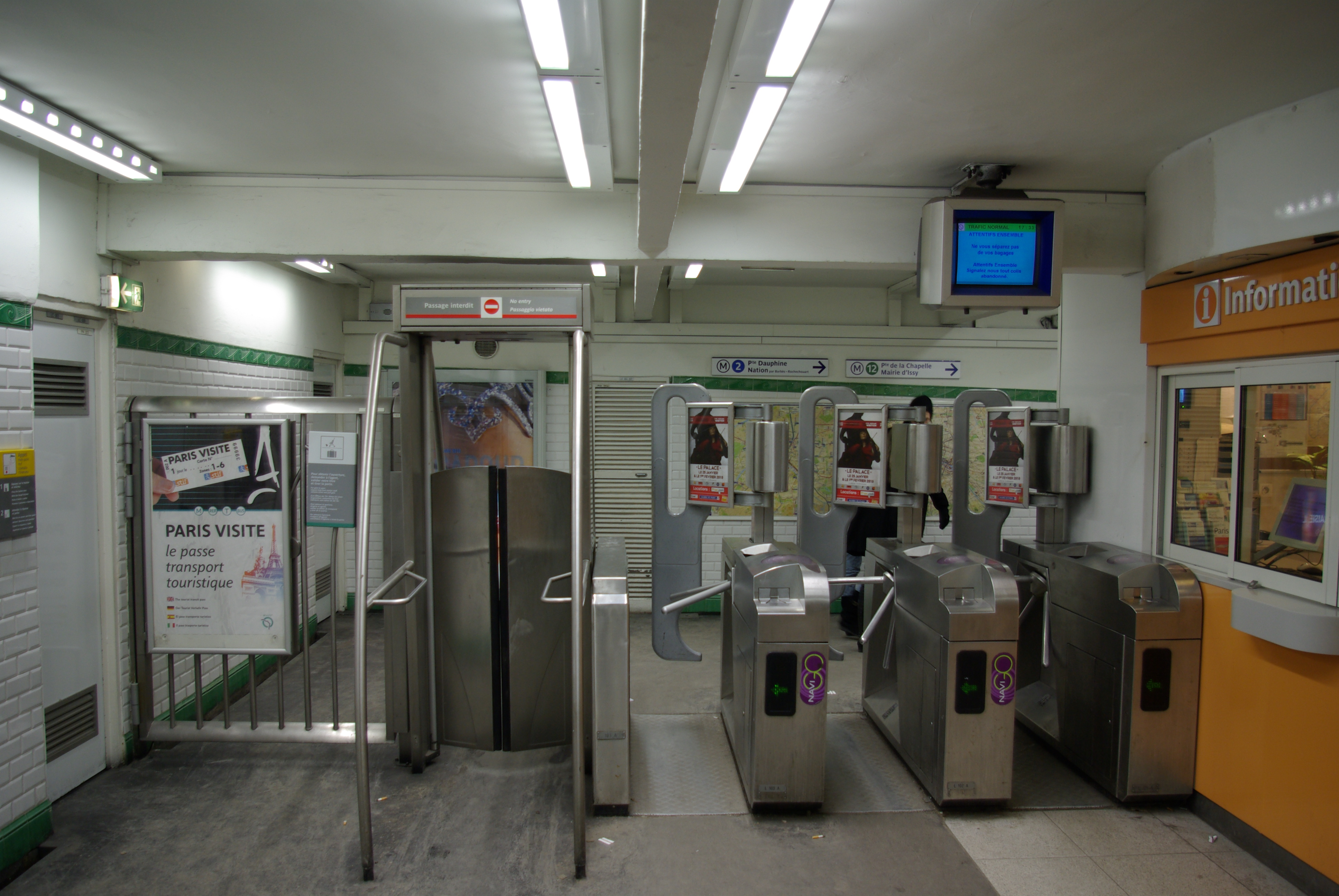
Кассовый зал с турникетами
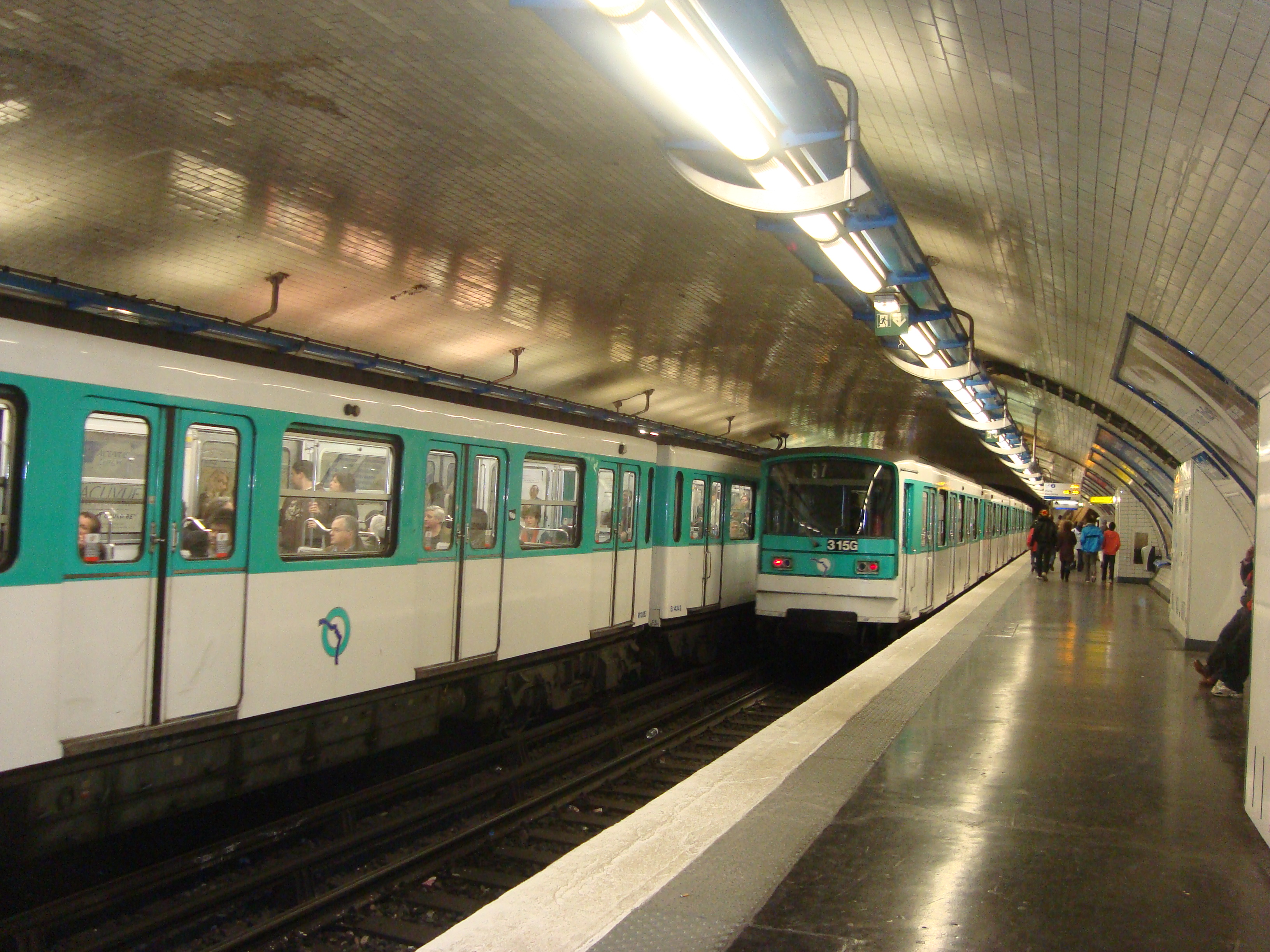
Зал линии 2 и поезда серии MF 67
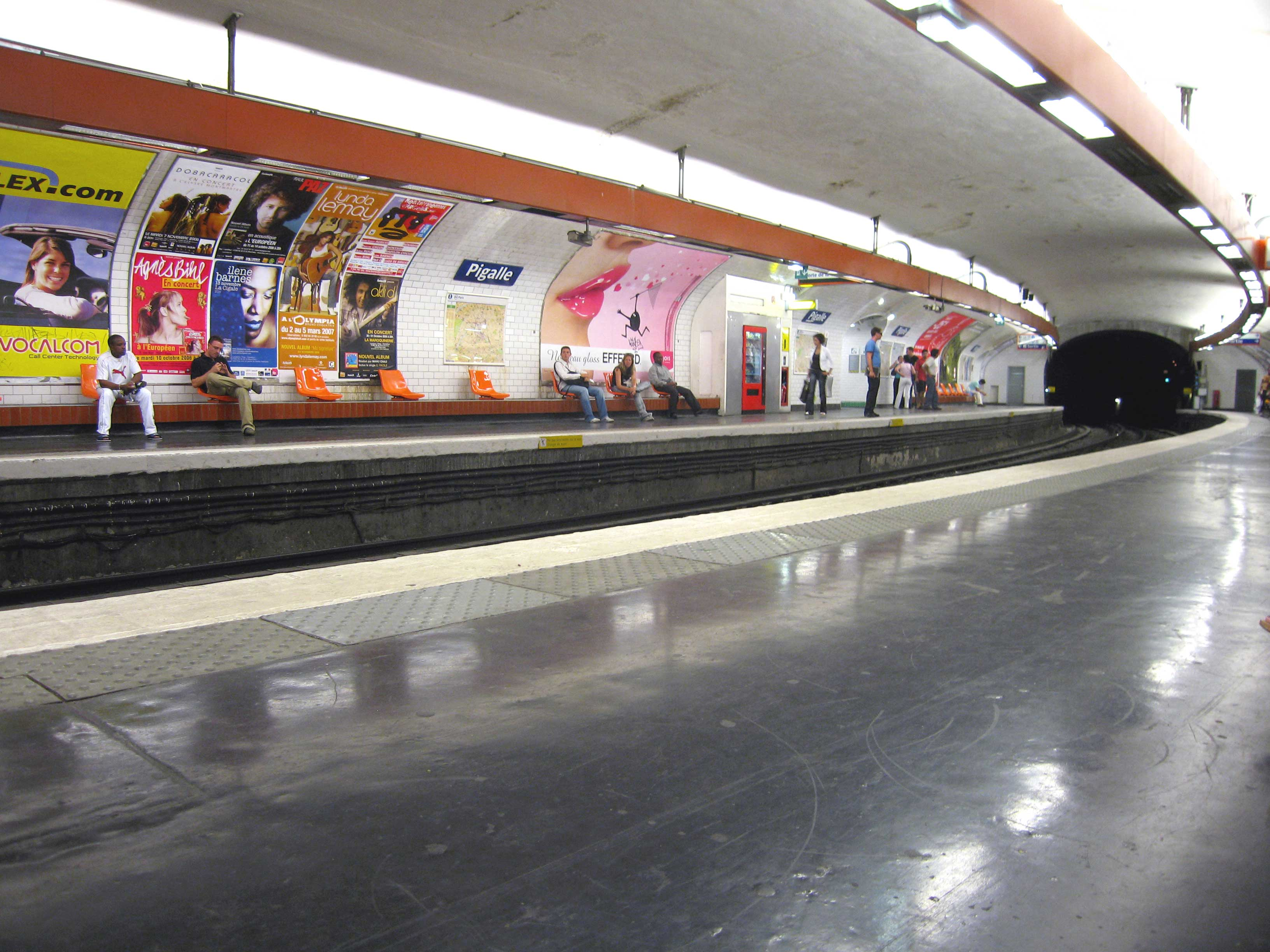
Зал линии 12
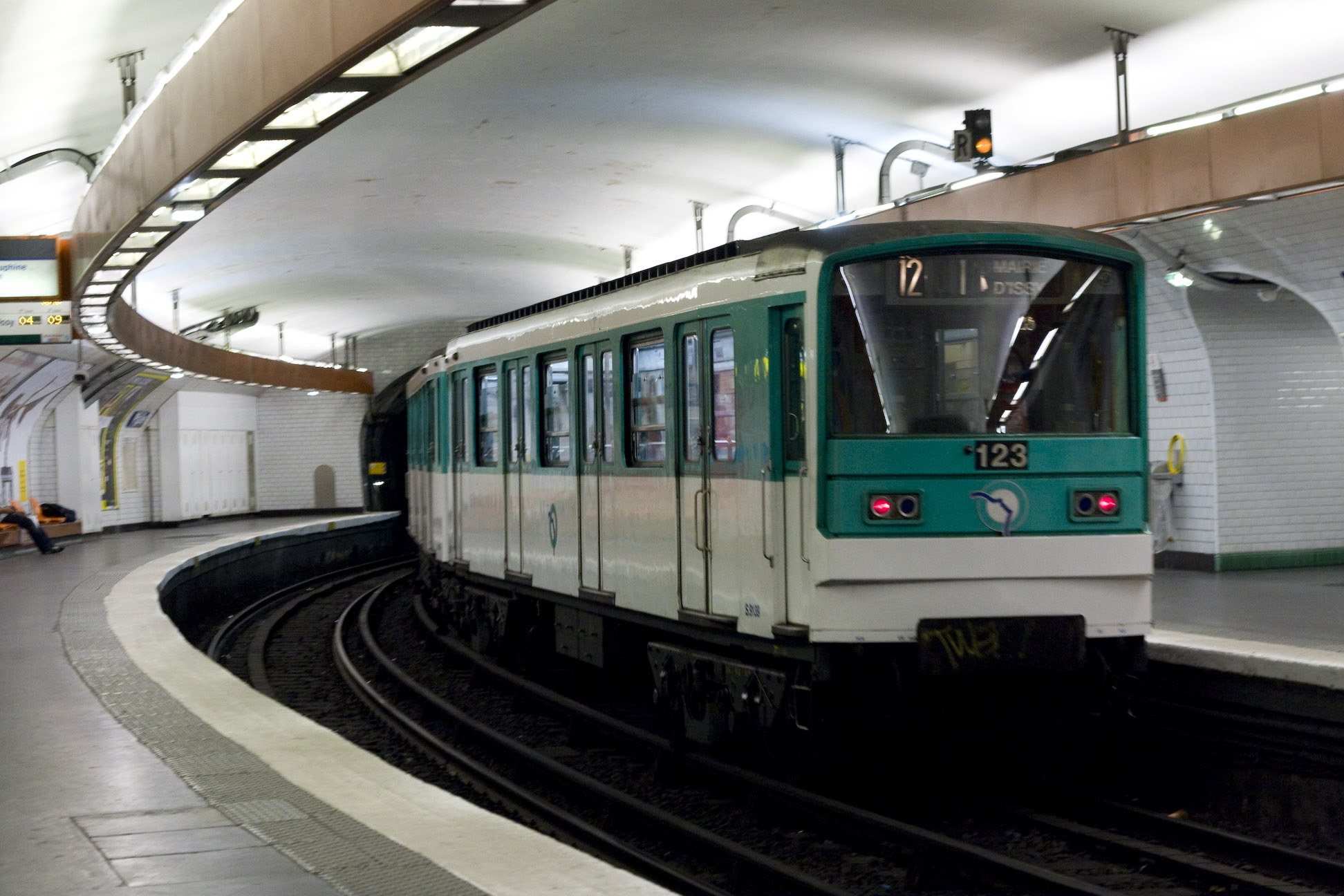
Состав MF 67 на линии 12
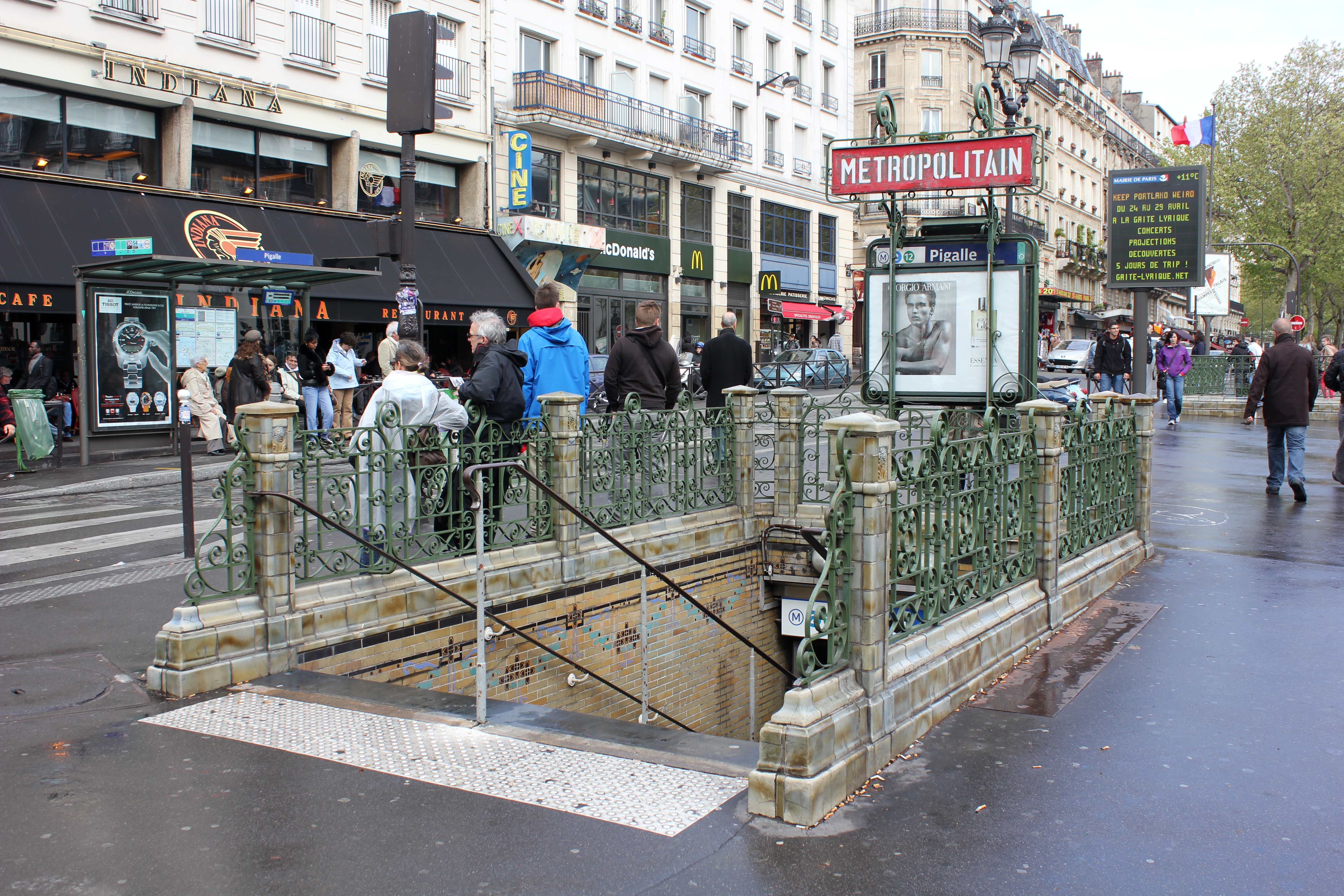
Лестничный сход